# Soheil Beiraghi
Soheil Beiraghi (en persan : سهیل بیرقی ; né le 16 octobre 1986 à Shahreza, en Iran) est un réalisateur, scénariste et producteur indépendant iranien. Il a réalisé les films primés I (Me), La Permission et Aammeh Pasand,,,. Il a commencé sa carrière de cinéaste en 2005 en tant qu'assistant réalisateur dans plusieurs productions cinématographiques. Son expérience de dix ans en tant qu'assistant réalisateur et planificateur a ouvert la voie à la réalisation de son premier long métrage I (Me). Beiraghi a également un record d'écriture de pièces de théâtre et de mise en scène de théâtre,.

## Biographie
Soheil Beiraghi est né le 16 octobre 1986 à Shahreza. Il s'implique dans des activités culturelles et artistiques à l'âge de 12 ans, écrivant des nouvelles et des textes sur différents sujets pour des magazines et des journaux. Trois ans plus tard, une de ses nouvelles est publiée pour la première fois dans le mensuel d'art et de culture Haft (seven) qui fait l'objet d'une attention particulière. À 16 ans, il fait ses débuts en tant que scénariste, un scénario qui satisfait certains des cinéastes professionnels et acclamés de l'époque. Cependant, comme il aspirait à être un créateur indépendant, il laissa le scénario inachevé et se lança dans la réalisation de films basés sur ses propres écrits et nouvelles. À 18 ans, inspiré par l'une de ses fictions, Beiraghi réalise son premier court métrage.
Son amour du cinéma s'approfondit à tel point qu'en 2005, il abandonne ses études d'ingénieur industriel et se consacre au cinéma, travaillant comme assistant réalisateur et planificateur pendant les dix années suivantes. Au cours de la décennie, il a eu l'occasion de collaborer avec des cinéastes de premier plan tels que Varuzh Karim-Masihi, Rasool Sadr Ameli, Hassan Fathi, Abdolreza Kahani et Bahram Tavakoli.
En 2012, sa carrière prend un nouveau tournant en optant pour le théâtre. Il a écrit et réalisé Pit (persan : Chaleh) joué par Andishe Fouladvand, Ammaar Tafti et Atefe Nouri. La pièce était sur scène depuis 45 jours dans la salle de spectacle du Musée du Temps à Téhéran et a été jouée dans les théâtres de différentes villes en Iran et à l'étranger.

## Avis
Soheil Beiraghi fait partie des rares cinéastes iraniens qui travaillent indépendamment de toute institution. Ses personnages principaux sont des femmes solitaires qui se battent pour leurs objectifs et leurs droits humains indéniables sans le soutien d'aucune organisation ou entité sociale,.
Pour suivre le chemin du succès, les protagonistes du film se retrouvent face à face avec les autres et le système dominant. Les rencontres audacieuses des protagonistes féminines avec des circonstances défavorables constituent un thème récurrent dans les œuvres de Beiraghi.
Il y a, en outre, un autre thème remarquable dans les films de Beiraghi ; il aborde également la question du pouvoir. Le libre arbitre de ses personnages joue un rôle essentiel dans leur prise de décision. Néanmoins, ils ont tendance à utiliser ce pouvoir débridé au détriment les uns des autres. De plus, ils ne jouent pas un rôle passif face aux difficultés et aux personnes ; au contraire, ils mettent tout en œuvre pour revendiquer leurs droits, quelles qu'en soient les conséquences.

Beiraghi a été qualifié de réalisateur féministe par les adeptes de l'idéologie antiféministe, étant donné que les protagonistes de ses films sont principalement des femmes et que les intrigues incluent différents aspects de la vie des femmes. Curieusement, les adhérentes du mouvement féministe considèrent ses films comme misogynes, car un autre thème récurrent mis en évidence dans ses récits est celui des femmes qui agissent les unes contre les autres,. Il a dit à ce sujet :
Beiraghi a déclaré à cet égard : « Je n'ai aucune intention de faire des films en faveur des femmes, et je n'adhère à aucun mouvement ou école de pensée en particulier. Je n'ai jamais fait de films pour ou contre les femmes. Je ne veux pas faire l'éloge d'une classe sociale et ternir l'image d'une autre. Les idées me viennent à l'esprit à partir des circonstances actuelles. Si un spectateur a l'impression que ce film a détruit l'image d'une certaine classe de la société, c'est à lui d'en juger. Je voulais seulement être un conteur honnête,. »
La combinaison d'éléments communs tels que des thèmes similaires, un style de réalisation minimal, des scénarios basés sur des sous-intrigues ainsi que la rupture avec les règles classiques a fait une trilogie de ses trois films dramatiques qui sont décrits comme des films noirs féminins. Cependant, Beiraghi a déclaré que la trilogie s'était formée toute seule, sans aucune planification préalable. Les trois films se sont liés les uns aux autres tout spontanément. À l'instar des protagonistes, les événements des trois récits évoluent à contre-courant des principes cinématographiques dominants, à l'opposé des techniques cinématographiques et narratives existantes. Les films ont pu attirer un large public, mais ont en même temps suscité l'intérêt de quelques privilégiés, étant largement discutés par eux. Ils injectent de nouvelles idées dans le cadre principal du cinéma iranien d'aujourd'hui.

## Réalisation d'un film

### I (Me) (2016)
Beiraghi a réalisé son premier long métrage I (également connu sous le nom de Moi, Me) en 2016, alors qu'il avait 28 ans. Le film a été un grand succès en tant que première expérience professionnelle du jeune réalisateur, tant sur les écrans de cinéma que dans les festivals de cinéma. Juste à l'intérieur de l'Iran, le box-office était plus de deux fois supérieur au budget.
L'apparence distinctive de l'actrice Leila Hatami a été saluée par un grand nombre de spectateurs et de critiques. Elle a joué le rôle d'une réparatrice astucieuse qui résolvait les problèmes des autres en enfreignant la loi de manière subtile. La nouveauté du scénario et la structure narrative composée d'intrigues secondaires ont été des traits particulièrement plébiscités par la critique qui a aussi applaudi le regard neuf du réalisateur sur un problème de société et sa capacité à guider les acteurs, notamment le personnage féminin.
Amir Jadidi, Mani Haghighi et Behnoush Bakhtiari étaient les acteurs de soutien du film.

### La Permission (2018)
Beiraghi a réalisé son deuxième long métrage, la Permission en 2018. Le film raconte l'histoire d'une jeune femme du nom d'Afroz Ardestani, la capitaine de l'équipe nationale féminine de football d'Iran dont le mari ne lui permet pas de jouer dans des matchs de football internationaux et interdit elle de partir à l'étranger.
Le thème central du film est la lutte de cette femme pour ses droits fondamentaux, un rôle principal joué par Baran Kosari qui a beaucoup attiré l'attention du public et des médias,,,. La similitude frappante entre l'intrigue et la réalité des athlètes féminines iraniennes, empêchées de participer aux compétitions internationales par leurs maris, a provoqué un débat acharné.
Amir Jadidi, Leili Rashidi, Hoda Zeinolabedin et Sahar Dowlatshahi ont également été choisis dans la Permission.
Le film a été choisi pour la meilleure actrice et le meilleur acteur au Festival du film de Fajr.

### Unpopular (2020)
Deux ans plus tard, en 2020, Beiraghi a commencé le tournage de son troisième long métrage Unpopular, une suite à ses deux œuvres précédentes I (Me) et la Permission, toutes traitant des problèmes des femmes. Précédée par Leila Hatami et Baran Kosari dans le rôle de deux femmes iraniennes dans les années 1970 et 1980, l'actrice Fatemeh Motamed-Arya est apparue dans Popular comme la représentante des femmes nées dans les années 1960 en Iran. Il s'agit d'une femme d'âge moyen frustrée par de longues heures d'oisiveté et d'ennui qui décide de commencer une nouvelle vie dans une petite ville après avoir traversé un divorce.
Se faire accepter socialement et suivre les traditions malgré soi sont les thèmes dominants du film. Il a un langage simple et minimal et emmène le public dans un voyage à travers les détails d'un récit réaliste. Le jeu de Motamed-Arya dans le rôle principal et la façon dont Beiraghi l'amène en tant que personnage principal face à face avec sa longue solitude et ses problèmes quotidiens ont suscité un intérêt considérable de la part des critiques après la projection du film au Fajr Film Festival,.
Baran Kosari et Hootan Shakiba ont joué les seconds rôles dans Unpopular.
La projection publique du film a été reportée indéfiniment en raison des restrictions liées au COVID-19.

## Filmographie

### Réalisateur
- 2016 : I
- 2018 : La Permission
- 2020 : Aammeh Pasand

### Scénariste
- 2016 : I
- 2018 : La Permission
- 2020 : Aammeh Pasand

## Récompenses et nominations

### National
| An   | Festival                                                        | Film          | Concurrence                                                     | Résultat | Remarques |
| ---- | --------------------------------------------------------------- | ------------- | --------------------------------------------------------------- | -------- | --- |
| 2015 | 24e Festival du film de Fajr                                    | I (Me)        | Negah-e-No (Meilleur film); Soday-e-Simorgh section compétitive |          | Sélectionné dans deux autres catégories : Meilleur acteur dans un second rôle (Amir Jadidi), Meilleure actrice dans un second rôle (Behnoosh Bakhtiari) |
| 2015 | 10th Iran's Film Critics and Writers Association Award Ceremony | I (Me)        | Creativity & Talent Prize                                       | Nommé    | Sélectionnée dans trois autres catégories : Meilleure actrice (Leila Hatami), Meilleur acteur dans un second rôle (Amir Jadidi), Meilleure actrice dans un second rôle (Behnoosh Bakhtiari) |
| 2016 | Cinema Gazette Award Ceremony                                   | I (Me)        | Réalisation                                                     | Nommé    | Lauréate du prix de la meilleure actrice |
| 2016 | Cinema Gazette Award Ceremony                                   | I (Me)        | Scénarisation                                                   | Nommé    | Lauréate du prix de la meilleure actrice |
| 2017 | 19th Iranian Cinema Award Ceremony (House of Cinema)            | I (Me)        | Meilleur scénario                                               | Nommé    | Sélectionné dans trois autres catégories : Meilleure actrice dans un second rôle (Behnoosh Bakhtiari), Meilleur enregistrement sonore (Nasser Entezari), Meilleur mixage sonore (Alireza Alavian) |
| 2017 | 36e Festival du film de Fajr                                    | la Permission | Soday-e-Simorgh section compétitive                             | Nommé    | Sélectionné pour huit prix ; vainqueur dans trois catégories : Meilleur acteur (Amir Jadidi), Meilleure actrice dans un second rôle (Sahar Dolatshahi), Meilleur montage de film (Bahram Dehghani & Mohammad Najarian); les nominations du film dans cinq autres catégories sont : Meilleure actrice (Baran Kossari), Meilleur acteur dans un second rôle (Leili Rashidi), Meilleur acteur dans un second rôle (Hoda Zeinolabedin), Meilleure photographie (Farshad Mohammadi), Meilleure musique originale (Karen Homayounfar) |
| 2018 | 12th Iran's Film Critics and Writers Association Award Ceremony | la Permission | Meilleur film                                                   | Nommé    | Sahar Dolatshahi a remporté le prix de la meilleure actrice dans un second rôle et Baran Kosari a reçu le diplôme d'honneur de la meilleure actrice. Le film a été Sélectionné dans les catégories suivantes : Meilleur acteur (Amir Jadidi), Meilleure actrice dans un second rôle (Leili Rashidi), Meilleure actrice dans un second rôle (Hoda Zeinolabedin), Meilleur montage de film (Bahram Dehghani & Mohammad Najarian)                                                                                                  |
| 2018 | 12th Iran's Film Critics and Writers Association Award Ceremony | la Permission | meilleur réalisateur                                            | Nommé    | Sahar Dolatshahi a remporté le prix de la meilleure actrice dans un second rôle et Baran Kosari a reçu le diplôme d'honneur de la meilleure actrice. Le film a été Sélectionné dans les catégories suivantes : Meilleur acteur (Amir Jadidi), Meilleure actrice dans un second rôle (Leili Rashidi), Meilleure actrice dans un second rôle (Hoda Zeinolabedin), Meilleur montage de film (Bahram Dehghani & Mohammad Najarian)                                                                                                  |
| 2018 | 12th Iran's Film Critics and Writers Association Award Ceremony | la Permission | Meilleur scénario                                               | Nommé    | Sahar Dolatshahi a remporté le prix de la meilleure actrice dans un second rôle et Baran Kosari a reçu le diplôme d'honneur de la meilleure actrice. Le film a été Sélectionné dans les catégories suivantes : Meilleur acteur (Amir Jadidi), Meilleure actrice dans un second rôle (Leili Rashidi), Meilleure actrice dans un second rôle (Hoda Zeinolabedin), Meilleur montage de film (Bahram Dehghani & Mohammad Najarian)                                                                                                  |
| 2019 | 21st House of Cinema Award Ceremony                             | la Permission |                                                                 |          | Sélectionné dans quatre catégories : Meilleure actrice (Baran Kosari), Meilleur acteur (Amir Jadidi), Meilleure actrice dans un second rôle (Sahar Dolatshahi), Meilleure actrice dans un second rôle (Leili Rashidi) |
| 2019 | 38e Festival du film de Fajr                                    | Unpopular     | Soday-e-Simorgh section compétitive                             |          | Sélectionné pour la meilleure actrice dans un second rôle (Baran Kosari) |
| 2020 | 19th Hafez Film Festival                                        | la Permission | Meilleur film                                                   | Nommé    | Baran Kosari a remporté le prix de la meilleure actrice, Amir Jadidi a remporté le prix du meilleur acteur et Sahar Dolatshahi a été sélectionnée pour le prix de la meilleure actrice dans un second rôle |
| 2020 | 19th Hafez Film Festival                                        | la Permission | Meilleur scénario                                               | Nommé    | Baran Kosari a remporté le prix de la meilleure actrice, Amir Jadidi a remporté le prix du meilleur acteur et Sahar Dolatshahi a été sélectionnée pour le prix de la meilleure actrice dans un second rôle |

### International

#### I (Me)
| Festival (cinéma/salle)                      | Pays                   | Date                          | Remarques |
| -------------------------------------------- | ---------------------- | ----------------------------- | --- |
| Festival du film de Fajr                     | Tehran, Iran           | 1er-11 février 2016           | Sortie nationale ; Gagnant - Meilleur acteur dans un second rôle Amir Jadidi et Meilleure actrice dans un second rôle Behnoosh Bakhtiari |
| 20e Festival du film Nuits noires de Tallinn | Estonia                | 11-27 novembre 2016           | Rubrique forum |
| 6th Iranian Film Festival                    | Prague, Czech Republic | 10-21 janvier 2017            | Rubrique Compétition |
| 7th London Iranian Film Festival             | United Kingdom         | 28 octobre - 7 novembre 2016  | |
| Museum of Fine Arts, Houston                 | United States          | 20-22 janvier 2017            | |
| Museum of Fine Arts, Boston                  | United States          | 26 et 28 janvier 2017         | |
| 6th Iranian Film Festival                    | Australia              | 20 octobre - 13 novembre 2016 | |
| Iranian Film Festival                        | Zurich, Swiss          | Mai 2017                      | |
| Smithsonian Institution                      | Washington, US         | 11 février 2017               | |
| Gene Siskel Film Center                      | Chicago, US            | 4-5 février 2017              | |
| Persian Cine Club                            | Geneva, Swiss          | Mai 2017                      | |
| China National Film Museum                   | Beijing, China         | 23 – 29 août 2017             | |
| 15th Pune International Film Festival (PIFF) | India                  | 12 - 19 janvier 2017          | |
| Guwahati International Film Festival         | India                  | 28 octobre - 2 novembre 2017  | |

#### La Permission
La Permission a été distribué en France par Sophie Dulac Distribution et a été projeté en Angleterre, Irlande, Suède, Amérique du Sud, Australie, Nouvelle-Zélande, Chine et Malaisie. Il a également été bien accueilli dans de nombreux festivals internationaux du film.
| Festival (cinéma/salle)                              | Pays            | Date                         | Remarques |
| ---------------------------------------------------- | --------------- | ---------------------------- | --- |
| Festival du film de Fajr                             | Tehran, Iran    | 1er–11 février 2018          | Sortie nationale ; Gagnant - Meilleur acteur Amir Jadidi, Meilleure actrice dans un second rôle Sahar Dolatshahi, Meilleur montage de film (Bahram Dehghani & Mohammad Najarian); tous les acteurs principaux et de soutien ont été sélectionnés pour leur performance dont Baran Kosari, Amir Jadidi, Sahar Dolatshahi, Leili Rashidi et Hoda Zeinolabedin. |
| Carcassonne International Film Festival              | France          | Décembre 2018                | Lauréat - Grand prix, Prix du public reçu par Baran Kosari de la meilleure actrice |
| Dublin Film Critics' Circle                          | Ireland         | 26 février - 8 mars 2019     | Gagnant - Prix du jury de la meilleure actrice décerné à Baran Kosari |
| 11 mm Football Film Festival                         | Berlin, Germany | 21-25 mars 2019              | Lauréat - Prix du Public |
| Glasgow Film Festival                                | Scotland        | 20 février – 3 mars          | Lauréat - Le prix du public est allé à Soheil Beiraghi |
| Festival international du film de Stockholm          | Sweden          | 7-18 novembre 2018           | Lauréat - Impact Award décerné à Soheil Beiraghi |
| Festival international du film de Tokyo              | Japan           | 25 octobre – 3 novembre 2018 | |
| Festival international du film de Palm Springs       | United States   | 3-14 janvier 2019            | |
| Panama International Film Festival                   | Panama          | 4-10 avril 2019              | |
| Washington International Film Festival               | United States   | 25 avril - 5 mai 2019        | |
| Festival international du film de Seattle            | United States   | 16 mai - 9 juin 2019         | |
| Festival du film de Sydney                           | Australia       | 5-16 juin 2019               | |
| Festival international du film de Shanghai           | China           | 15-24 juin 2019              | |
| Thinking Football Film Festival                      | Spain           | 18-22 mars 2019              | |
| Movies that Matter                                   | Netherlands     | 22-30 mars 2019              | |
| Cinélran Festival                                    | Canada          | 16-18 novembre 2018          | |
| Minneapolis - Saint Paul International Film Festival | United States   | 4-20 avril 2019              | |
| Fussballichtspiele St. Gallen                        | Switzerland     | 14-16 novembre 2019          | |
| Iranian Film Festival in Prague                      | Czech Republic  | 21-31 mars 2019              | |
| Quai 10                                              | Belgium         | 8 mars 2019                  | |
| Arab Film Festival                                   | United States   | 4-12 octobre 2019            | |
| Iranische Film Festival Koblenz                      | Germany         | Octobre 2019                 | |
| The Museum of fine Arts, Houston                     | United States   | Octobre 2019                 | |
| The Museum of Fine Arts, Boston                      | United States   | Novembre 2019                | |
| Yokohama Football Film Festival                      | Japan           | 16-17 février 2019           | |
| Protesta International Film Festival                 | Spain           | 18-26 octobre 2019           | |
| Das Iranische Wien                                   | Austria         | Février 2019                 | |
| Crime and Punishment Film Festival                   | Turkey          | 22-28 novembre 2019          | |
| Festival Gabes Cinema Fen                            | Tunisia         | 12-18 avril 2019             | |
| Bengaluru International Film Festival                | India           | 21-28 février 2019           | |

## Production du film
Ayant déjà une carrière réussie dans la réalisation et la scénarisation, Beiraghi a fait ses débuts professionnels en tant que producteur en 2020 avec Unpopular. Cela l'a fortement incité à créer la société cinématographique Alef Pictures dans le but de produire des films indépendants.

## Jury de festival
En 2018, Beiraghi a siégé à un jury dans la section compétition du 29e Festival international du film de Stockholm.

## Commentaire et controverse

### IRIB
La radiodiffusion de la République islamique d'Iran (IRIB) s'est abstenue de diffuser les bandes-annonces de I (Me) sous prétexte qu'elles avaient été diffusées sur Gem TV, une chaîne satellite de divertissement en langue persane. L'équipe de tournage a tenté de les convaincre qu'ils n'étaient pas au courant de la diffusion du teaser sur la chaîne satellite, mais les autorités commerciales de la télévision de l'IRIB ont simplement demandé un titre de propriété et n'ont rien fait de plus. La municipalité a aggravé les choses en interdisant le placement de panneaux d'affichage ou d'affiches dans les lieux publics, ce qui a rendu pratiquement impossible la publicité extérieure du film. En revanche, la projection du film au 34e Festival international du film Fajr à Mashhad a été annulée. Sans les publicités postées sur les plateformes de réseaux sociaux, I (Me) ne serais pas un succès au box-office. Le film a également été classé parmi les meilleures œuvres de l'année par certains périodiques cinématographiques tels que Film et 24.

### Publicité urbaine et presse
Saeed Khani (producteur) a déclaré à l'ISNA que le film n'utilisait en aucune façon des publicités télévisées, environnementales et urbaines et n'a réussi à vendre que 600 millions de tomans en dix jours en utilisant une équipe de 15 personnes pour produire du contenu sur les réseaux sociaux.

### Annulation de la projection à Mashhad
La projection de I a été annulée dans le cadre du 34e Festival Fajr à Mashhad.

### Utilisation des classes d'âge pour la promotion
Certains critiques ont déclaré que l'expression « regarder ce film n'est pas recommandé aux personnes de moins de quinze ans » dans les affiches et les teasers du film a été utilisée pour faire de la publicité et attirer un public adolescent à regarder le film, alors que le film n'a pas un tel contenu. Cependant, les agents ont déclaré que la classification par âge est déterminée par le conseil des licences d'exposition et que son inclusion dans l'affiche est la décision de ce conseil.

### La Permission

#### Empêcher la projection de teasers
La télévision iranienne a également refusé de diffuser le teaser de la Permission. Beirghi a déclaré que la raison était l'interdiction de la télévision sur Baran Kosari. Amir Jadidi joue le rôle d'un présentateur de radio dans le film. Cette position a amené certains correspondants de l'IRIB à critiquer la représentation d'un présentateur de télévision lors de la conférence de presse du film. Beirghi a répondu que la pensée de l'organisation est hypocrite et il a montré la même chose dans le film.

#### La Permission, soumis à une totale indifférence
Chaque année, les événements du Festival du film de Fajr sont discutés dans le talk-show télévisé Haft (sept) sur Channel 3, parallèlement à la projection quotidienne des films au festival. Curieusement, en 2017, la Permission a été exclu de la liste des films qui ont été analysés et revus lors des causeries du soir de l'émission.
Le journal fondamentaliste Javan (jeune) a qualifié la Permission de « féministe » et « honteux ». Même certains médias du camp adverse ont renommé le film Chilled Sweat avec l'intention de critiquer les scènes de narguilé et de brossage des dents. Le film a fait l'objet de vives critiques de la part de l'agence de presse Tasnim dont les titres étaient « L'homme et la religion » ; « Le féminisme les rembourse ! » ; « L'extrémisme féministe donne de la saveur au football ». L'agence de presse Fars a critiqué le film pour avoir examiné un problème domestique d'un point de vue occidental et l'a blâmé pour la propagation d'idées qui encouragent les femmes à initier des mouvements et à revendiquer leurs droits. Enfin, Mashregh News a accusé le film par le titre « Un exemple évident de pure hypocrisie dans le cinéma iranien ».
Contrairement à toutes ces critiques sévères, l'Association iranienne des critiques et écrivains de cinéma ainsi que plusieurs périodiques cinématographiques et magazines culturels tels que Film ont élu la Permission l'une des œuvres cinématographiques les plus importantes et les plus appréciées de l'année. Majid Eslami, le critique de cinéma et rédacteur en chef du magazine en ligne Chahar (quatre), a attribué à la Permission la note la plus élevée parmi tous les films ayant participé au Festival international du film de Fajr en 2017. Amir Hossein Sa'adat, le critique du magazine a considéré le film une réalisation impressionnante pour Soheil Beiraghi. Il a affirmé que grâce à la Permission, le cinéma iranien a atteint un niveau élevé de conscience de soi et de patience. Il a en outre été mentionné comme « un film national, sans exagération » par Massoud Ferasati, un célèbre critique de cinéma et éditeur de magazine iranien invité à l'émission télévisée Apostrophe. Saeid Ghotbizadeh, autre critique de l'émission, a énuméré les points forts du film sur sa page Instagram après sa projection au festival : l'ingéniosité de Beiraghi dans le choix du sujet du film, une narration simple mais influente, la maturité et la dextérité artistique de Baran Kosari, l'esprit réfléchi d'Amir Jadidi agissant, l'habileté de Sahar Dolatshahi à jouer des personnages inhabituels et sa capacité à se faire un ennemi d'elle-même. Keivan Kasirian admirait le cinéaste pour son audace à exploiter de tels thèmes reconnaissant son film comme une œuvre bien structurée et fluide.
D'autres critiques ont souligné les points positifs du film comme l'intégration interne, la fin intelligente et l'évitement des clichés en ce qui concerne l'image et la personnalité du personnage féminin.

#### L'interdiction dela Permission
En 2018, le département artistique a interdit la projection publique de la Permission malgré le fait qu'il devait sortir dans 120 salles de cinéma. La veille de la projection, une interdiction a été prononcée sans annonce officielle préalable. Par conséquent, le film n'avait aucune chance d'être présenté dans les 97 salles qui lui étaient réservées. Quant au Hoveyzeh Cineplex, sa gestion a été confiée au département artistique pendant la diffusion du film à l'écran. Dès que cela s'est produit, la projection a été suspendue dans le Cineplex et finalement la projection n'a continué que dans 20 cinémas.
En réponse à l'interdiction, l'Association des cinéastes iraniens a publié une déclaration contre le département d'art et l'a critiqué pour sa réaction excessive, car cet organe a formé un conseil pour censurer les œuvres des cinéastes une deuxième fois, même après qu'ils ont obtenu l'autorisation requise pour projeter leurs films. Pleinement informé de la déclaration, Yazdan Ashiri, responsable des relations publiques du département artistique, a déclaré que la Permission ne serait pas placé dans la liste de leurs priorités de projection en raison de son contenu et de ses thèmes. Pour cette raison, le film n'a jamais été projeté dans les salles de cinéma affiliées au département artistique. La télévision nationale iranienne n'a pas non plus diffusé le teaser du film pour presque la même raison.

#### Interdiction d'assister à la projection publique
Bien que le 11 octobre, la Permission devait être projeté en public dans les cinémas Atlas et Golshan Multiplex à Mashhad, l'événement a été annulé sans explication. Beiraghi a exprimé son mécontentement dans une interview notant que lui et les membres de son équipe étaient privés de la seule option qui leur restait, à savoir la projection publique du film. L'équipe de tournage avait prévu d'aller à Mashhad pour voir le film en compagnie de personnes, mais malheureusement, cela leur a été interdit.

#### La Permissionet le Parlement
Lors de la tenue du Festival du film de Fajr, Tayyebeh Siavoshi, une fraction membre du Parlement iranien, a proposé de modifier la loi relative aux limitations de passeport pour inclure la possibilité pour les femmes de voyager à l'étranger sans la permission de leur mari. Elle a également proposé de voir la Permission au festival. Ainsi, Shahindokht Molaverdi, vice-président de l'Iran dans le cabinet d'Hassan Rohani et M. Sarmast ont assisté à la projection de la Permission.
Certains des représentants de l'Assemblée consultative islamique ont également vu le film. Plus tard, certains amendements à la réglementation sur les passeports ont été approuvés et adoptés au Parlement, mais malheureusement des scénarios similaires à ceux qui se sont produits dans le film affectent toujours la vie des sportives iraniennes.
Dans les années qui ont suivi la sortie du film, des événements similaires à ceux du film ont eu lieu à nouveau dans divers sports féminins.

### Annulation de la projection publique deUnpopular
En 2019, Aammeh Pasand (sorti en anglais sous le titre Unpopular), le troisième long métrage de Beiraghi a été éliminé du programme de projection publique du Festival du film de Fajr. Le réalisateur a publié un commentaire sur sa page de médias sociaux qui disait : « Dieu au paradis !... Unpopular n'a pas été autorisé à être projeté à Mashhad ! J'ai appelé toutes les personnes que je connaissais pour leur demander pourquoi. Tous ont dit à l'unanimité : « Nous obéissons simplement aux ordres d'en haut ! » Je me demande où et qui est ce « au-dessus » ! J'aimerais pouvoir parler à ce "ci-dessus" ! Il doit expliquer pourquoi il ne permet pas aux autres de voir le film alors que lui-même ne l'a pas encore vu et l'a simplement éliminé… » Par respect pour ses téléspectateurs, Beiraghi a partagé quelques minutes du début de son film à travers la vidéo en direct,,.